# Elezioni amministrative in Italia del 2015
Le elezioni amministrative in Italia del 2015 si sono tenute per la maggior parte il 31 maggio 2015, con ballottaggi il 14 giugno. I comuni capoluogo di provincia in cui si è votato sono stati Chieti, Matera, Lecco, Mantova, Fermo, Macerata, Andria, Trani, Nuoro, Sanluri, Tempio Pausania, Agrigento, Enna, Arezzo, Rovigo, Venezia e Vibo Valentia.
Il 10 maggio 2015 si sono tenute le elezioni amministrative nei comuni capoluogo di provincia di Bolzano, Trento e Aosta; in alcuni casi è stato effettuato un ballottaggio il 24 maggio.

## Sintesi

### Riepilogo sindaci eletti
Coalizione di centro-sinistra
     Coalizione di centro-destra
     Liste civiche
     Commissario prefettizio
| Regione                                                     | Comune          | Popolazione | Sindaco Uscente | Sindaco Uscente             | Sindaco Eletto | Sindaco Eletto                  | Primo Turno | Primo Turno | Secondo Turno | Secondo Turno | Seggi   |
| Regione                                                     | Comune          | Popolazione | Sindaco Uscente | Sindaco Uscente             | Sindaco Eletto | Sindaco Eletto                  | Voti        | %           | Voti          | %             | Seggi   |
| ----------------------------------------------------------- | --------------- | ----------- | --------------- | --------------------------- | -------------- | ------------------------------- | ----------- | ----------- | ------------- | ------------- | ------- |
| Valle d'Aosta                                               | Aosta           | 35 031      |                 | Bruno Giordano (UV)         |                | Fulvio Centoz (PD)              | 8.935       | 54,18       | N.D.          | N.D.          | 18 / 30 |
| Lombardia                                                   | Lecco           | 48 174      |                 | Virginio Brivio (PD)        |                | Virginio Brivio (PD)            | 8.251       | 39,21       | 9.676         | 54,38         | 20 / 32 |
| Lombardia                                                   | Mantova         | 48 684      |                 | Nicola Sodano (PdL/FI)      |                | Mattia Palazzi (PD)             | 9.435       | 46,50       | 9.966         | 62,56         | 20 / 32 |
| Trentino-Alto Adige                                         | Bolzano         | 106 075     |                 | Luigi Spagnolli (PD)        |                | Luigi Spagnolli (PD)            | 17.983      | 41,58       | 17.630        | 57,70         | 19 / 45 |
| Trentino-Alto Adige                                         | Trento          | 117 311     |                 | Alessandro Andreatta (PD)   |                | Alessandro Andreatta (PD)       | 26.420      | 53,70       | N.D.          | N.D.          | 24 / 40 |
| Veneto                                                      | Rovigo          | 50 590      |                 | Claudio Ventrice            |                | Massimo Bergamin (LN)           | 4.630       | 18,64       | 10.264        | 59,72         | 20 / 32 |
| Veneto                                                      | Venezia         | 264 919     |                 | Vittorio Zappalorto         |                | Luigi Brugnaro (Ind.)           | 34.790      | 28,56       | 54.405        | 53,21         | 22 / 36 |
| Toscana                                                     | Arezzo          | 99 392      |                 | Stefano Gasperini (PD)      |                | Alessandro Ghinelli (Ind.)      | 15.393      | 35,98       | 18.651        | 50,83         | 20 / 32 |
| Marche                                                      | Fermo           | 37 834      |                 | Vittorio Saladino           |                | Paolo Calcinaro (Ind.)          | 4.255       | 22,90       | 10.067        | 69,92         | 20 / 32 |
| Marche                                                      | Macerata        | 41 625      |                 | Romano Carancini (PD)       |                | Romano Carancini (PD)           | 8.163       | 39,92       | 8.042         | 59,11         | 20 / 32 |
| Abruzzo                                                     | Chieti          | 52 218      |                 | Umberto Di Primio (PdL/NCD) |                | Umberto Di Primio (NCD)         | 10.606      | 37,00       | 12.063        | 55,01         | 20 / 32 |
| Puglia                                                      | Andria          | 100 459     |                 | Nicola Giorgino (FI)        |                | Nicola Giorgino (FI)            | 30.073      | 52,24       | N.D.          | N.D.          | 20 / 32 |
| Puglia                                                      | Trani           | 55 810      |                 | Maria Rita Iaculli          |                | Amedeo Bottaro (PD)             | 14.517      | 47,48       | 13.324        | 75,79         | 20 / 32 |
| Basilicata                                                  | Matera          | 60 505      |                 | Salvatore Adduce (PD)       |                | Raffaello De Ruggieri (Ind.)    | 12.970      | 36,00       | 15.448        | 54,51         | 20 / 32 |
| Calabria                                                    | Vibo Valentia   | 33 609      |                 | Nicola D'Agostino (FI)      |                | Elio Costa (Ind.)               | 10.327      | 50,80       | N.D.          | N.D.          | 20 / 32 |
| Sicilia                                                     | Agrigento       | 60 075      |                 | Luciana Giammanco           |                | Lillo Firetto (UDC)             | 16.594      | 59,01       | N.D.          | N.D.          | 21 / 30 |
| Sicilia                                                     | Enna            | 28 280      |                 | Paolo Garofalo (PD)         |                | Maurizio Dipietro (Ind.)        | 3.561       | 24,36       | 7.425         | 51,89         | 8 / 30  |
| Sardegna                                                    | Nuoro           | 37 358      |                 | Alessandro Bianchi (PD)     |                | Andrea Soddu (Ind.)             | 4.219       | 21,45       | 10.482        | 68,39         | 20 / 32 |
| Sardegna                                                    | Tempio Pausania | 14 367      |                 | Romeo Frediani (PD)         |                | Andrea Mario Biancareddu (Ind.) | 4.273       | 52,07       | N.D.          | N.D.          | 11 / 16 |
| N.D. significa che il sindaco è stato eletto al Primo turno |                 |             |                 |                             |                |                                 |             |             |               |               |         |

## Elezioni comunali

### Valle d'Aosta

#### Aosta
| Candidati           | Candidati                | Voti   | %     | Liste                                    | Voti  | %     | Seggi |
| ------------------- | ------------------------ | ------ | ----- | ---------------------------------------- | ----- | ----- | ----- |
|                     | Fulvio Centoz ✔️ Sindaco | 8.935  | 54,18 | Union Valdôtaine                         | 3.921 | 24,18 | 8     |
| Stella Alpina       | Fulvio Centoz ✔️ Sindaco | 8.935  | 54,18 | 2.343                                    | 14,45 | 5     |       |
| Partito Democratico | Fulvio Centoz ✔️ Sindaco | 8.935  | 54,18 | 1.870                                    | 11,53 | 4     |       |
| Creare VDA          | Fulvio Centoz ✔️ Sindaco | 8.935  | 54,18 | 648                                      | 4,00  | 1     |       |
|                     | Loris Sartore            | 2.094  | 12,70 | Autonomie Liberté Participation Écologie | 2.094 | 12,91 | 3     |
|                     | Nicoletta Spelgatti      | 1.719  | 10,42 | Lega Nord                                | 1.370 | 8,45  | 2     |
| Aosta nel Cuore     | Nicoletta Spelgatti      | 1.719  | 10,42 | 226                                      | 1,39  | -     |       |
|                     | Luca Lotto               | 1.577  | 9,56  | Movimento 5 Stelle                       | 1.577 | 9,73  | 2     |
|                     | Etienne Andrione         | 1.141  | 6,92  | Union Valdôtaine Progressiste            | 1.141 | 7,04  | 1     |
|                     | Carola Carpinello        | 608    | 3,69  | L'Altra Valle d'Aosta                    | 608   | 3,75  | 1     |
|                     | Luca Lattanzi            | 417    | 2,53  | Popolari per Aosta                       | 417   | 2,57  | -     |
| Totale              | Totale                   | 28.651 |       |                                          |       |       | 27    |

### Lombardia

#### Lecco
| Candidati                   | Candidati                              | Voti                        | %     | Liste                        | Voti   | %     | Seggi |
| --------------------------- | -------------------------------------- | --------------------------- | ----- | ---------------------------- | ------ | ----- | ----- |
|                             | Virginio Brivio Accede al ballottaggio | 8.251                       | 39,21 | Partito Democratico          | 5.884  | 29,60 | 16    |
| Appello per Lecco           | Virginio Brivio Accede al ballottaggio | 8.251                       | 39,21 | 1.312                        | 6,60   | 3     |       |
| Vivere Lecco                | Virginio Brivio Accede al ballottaggio | 8.251                       | 39,21 | 560                          | 2,81   | 1     |       |
|                             | Alberto Negrini Accede al ballottaggio | 5.582                       | 26,53 | Lega Nord                    | 3.165  | 15,92 | 4     |
| Forza Italia                | Alberto Negrini Accede al ballottaggio | 5.582                       | 26,53 | 1.323                        | 6,65   | 1     |       |
| Fratelli d'Italia           | Alberto Negrini Accede al ballottaggio | 5.582                       | 26,53 | 461                          | 2,31   | -     |       |
| Viva Lecco                  | Alberto Negrini Accede al ballottaggio | 5.582                       | 26,53 | 401                          | 2,01   | -     |       |
| Seggio al candidato sindaco | Seggio al candidato sindaco            | Seggio al candidato sindaco | 26,53 | 1                            |        |       |       |
|                             | Lorenzo Bodega                         | 4.253                       | 20,21 | Nuovo Centrodestra           | 2.382  | 11,98 | 2     |
| Bodega Sindaco Sì           | Lorenzo Bodega                         | 4.253                       | 20,21 | 855                          | 4,30   | 1     |       |
| Destra per Lecco            | Lorenzo Bodega                         | 4.253                       | 20,21 | 702                          | 3,53   | -     |       |
| Seggio al candidato sindaco | Seggio al candidato sindaco            | Seggio al candidato sindaco | 20,21 | 1                            |        |       |       |
|                             | Massimo Riva                           | 1.801                       | 8,55  | Movimento 5 Stelle           | 1.712  | 8,61  | 1     |
|                             | Alberto Anghileri                      | 1.153                       | 5,48  | Con la Sinistra Cambia Lecco | 1.120  | 5,63  | 1     |
| Totale                      | Totale                                 | 21.040                      | 100   |                              | 19.877 | 100   | 32    |

Ballottaggio
| Candidati | Candidati                  | Voti   | %     |
| --------- | -------------------------- | ------ | ----- |
|           | Virginio Brivio ✔️ Sindaco | 9.676  | 54,38 |
|           | Alberto Negrini            | 8.117  | 45,62 |
| Totale    | Totale                     | 17.793 |       |

#### Mantova
| Candidati                   | Candidati                               | Voti                        | %     | Liste                            | Voti   | %     | Seggi |
| --------------------------- | --------------------------------------- | --------------------------- | ----- | -------------------------------- | ------ | ----- | ----- |
|                             | Mattia Palazzi Accede al ballottaggio   | 9.435                       | 46,50 | Partito Democratico              | 5.419  | 28,09 | 13    |
| Palazzi 2015                | Mattia Palazzi Accede al ballottaggio   | 9.435                       | 46,50 | 2.490                            | 12,90  | 5     |       |
| Sinistra Ecologia Libertà   | Mattia Palazzi Accede al ballottaggio   | 9.435                       | 46,50 | 884                              | 4,58   | 2     |       |
| Popolari per Mantova        | Mattia Palazzi Accede al ballottaggio   | 9.435                       | 46,50 | 313                              | 1,62   | -     |       |
|                             | Paola Bulbarelli Accede al ballottaggio | 5.366                       | 26,44 | Forza Italia                     | 1.718  | 8,90  | 3     |
| Lega Nord                   | Paola Bulbarelli Accede al ballottaggio | 5.366                       | 26,44 | 1.689                            | 8,75   | 2     |       |
| Paola Bulbarelli è Mantova  | Paola Bulbarelli Accede al ballottaggio | 5.366                       | 26,44 | 1.363                            | 7,06   | 2     |       |
| Fratelli d'Italia           | Paola Bulbarelli Accede al ballottaggio | 5.366                       | 26,44 | 353                              | 1,83   | -     |       |
| Seggio al candidato sindaco | Seggio al candidato sindaco             | Seggio al candidato sindaco | 26,44 | 1                                |        |       |       |
|                             | Michele Annaloro                        | 1.554                       | 7,65  | Movimento 5 Stelle               | 1.484  | 7,69  | 2     |
|                             | Alberto Grandi                          | 948                         | 4,67  | Comunità e Territori             | 816    | 4,23  | 1     |
|                             | Luca de Marchi                          | 844                         | 4,15  | Lista de Marchi per Mantova      | 770    | 3,99  | 1     |
|                             | Arnaldo De Pietri                       | 569                         | 2,80  | Civici con De Pietri per Mantova | 526    | 2,72  | -     |
|                             | Maurizio Esposito                       | 477                         | 2,35  | Adesso Mantova                   | 454    | 2,35  | -     |
|                             | Mohamed Tabi                            | 326                         | 1,60  | Immagina Mantova                 | 299    | 1,55  | -     |
|                             | Cesare Azzetti                          | 325                         | 1,60  | La Sinistra per l'Altra Mantova  | 300    | 1,55  | -     |
|                             | Andrea Gardini                          | 218                         | 1,07  | 46cento                          | 202    | 1,04  | -     |
|                             | Sergio Ciliegi                          | 183                         | 0,90  | Forum Mantova                    | 171    | 0,88  | -     |
|                             | Gilberto Sogliani                       | 44                          | 0,21  | Cattolici Moderati               | 37     | 0,19  | -     |
| Totale                      | Totale                                  | 20.289                      | 100   |                                  | 19.288 | 100   | 32    |

Ballottaggio
| Candidati | Candidati                 | Voti   | %     |
| --------- | ------------------------- | ------ | ----- |
|           | Mattia Palazzi ✔️ Sindaco | 9.966  | 62,56 |
|           | Paola Bulbarelli          | 5.964  | 37,44 |
| Totale    | Totale                    | 15.930 |       |

### Trentino-Alto Adige

#### Bolzano
| Candidati                   | Candidati                              | Voti   | %     | Liste                  | Voti   | %     | Seggi |
| --------------------------- | -------------------------------------- | ------ | ----- | ---------------------- | ------ | ----- | ----- |
|                             | Luigi Spagnolli Accede al ballottaggio | 17.983 | 41,58 | Partito Democratico    | 4.953  | 17,71 | 7     |
| Südtiroler Volkspartei      | Luigi Spagnolli Accede al ballottaggio | 17.983 | 41,58 | 3.949                  | 14,12  | 7     |       |
| Lista per Spagnolli         | Luigi Spagnolli Accede al ballottaggio | 17.983 | 41,58 | 1.824                  | 6,52   | 3     |       |
| Projekt Bozen               | Luigi Spagnolli Accede al ballottaggio | 17.983 | 41,58 | 612                    | 2,19   | 1     |       |
| Partito Socialista Italiano | Luigi Spagnolli Accede al ballottaggio | 17.983 | 41,58 | 327                    | 1,17   | 1     |       |
|                             | Alessandro Urzì Accede al ballottaggio | 5.508  | 12,74 | L'Alto Adige nel Cuore | 1.887  | 6,75  | 3     |
| Forza Italia                | Alessandro Urzì Accede al ballottaggio | 5.508  | 12,74 | 1.042                  | 3,73   | 2     |       |
| Unitalia                    | Alessandro Urzì Accede al ballottaggio | 5.508  | 12,74 | 682                    | 2,44   | 1     |       |
|                             | Carlo Vettori                          | 4.613  | 10,67 | Lega Nord              | 3.149  | 11,26 | 5     |
|                             | Cecilia Stefanelli                     | 4.521  | 10,45 | Verdi–Grüne–Vërc       | 1.419  | 5,07  | 2     |
| A Sinistra per Bolzano      | Cecilia Stefanelli                     | 4.521  | 10,45 | 935                    | 3,34   | 2     |       |
| Sinistra Ecologia Libertà   | Cecilia Stefanelli                     | 4.521  | 10,45 | 591                    | 2,11   | 1     |       |
|                             | Rudi Rieder                            | 4.119  | 9,52  | Movimento 5 Stelle     | 2.609  | 9,33  | 4     |
|                             | Giovanni Benussi                       | 2.952  | 6,83  | Lista Benussi          | 1.072  | 3,83  | 2     |
| CasaPound                   | Giovanni Benussi                       | 2.952  | 6,83  | 710                    | 2,54   | 1     |       |
|                             | Angelo Gennaccaro                      | 1.467  | 3,39  | Io sto con Bolzano     | 923    | 3,30  | 1     |
|                             | Dado Duzzi                             | 1.196  | 2,77  | Nuova Città con Duzzi  | 523    | 1,87  | 1     |
| Partito Pensionati          | Dado Duzzi                             | 1.196  | 2,77  | 191                    | 0,68   | -     |       |
|                             | Maria Teresa Tomada                    | 887    | 2,05  | Fratelli d'Italia      | 563    | 2,01  | 1     |
| Totale                      | Totale                                 |        |       |                        | 43.246 | 100   | 45    |

Ballottaggio
| Candidati | Candidati                  | Voti   | %     |
| --------- | -------------------------- | ------ | ----- |
|           | Luigi Spagnolli ✔️ Sindaco | 17.630 | 57,70 |
|           | Alessandro Urzì            | 12.926 | 42,30 |
| Totale    |                            |        |       |

#### Trento
| Candidati                             | Candidati                       | Voti   | %     | Liste                        | Voti   | %     | Seggi |
| ------------------------------------- | ------------------------------- | ------ | ----- | ---------------------------- | ------ | ----- | ----- |
|                                       | Alessandro Andreatta ✔️ Sindaco | 26.420 | 53,70 | Partito Democratico          | 13.666 | 29,58 | 14    |
| Cantiere Civico Democratico           | Alessandro Andreatta ✔️ Sindaco | 26.420 | 53,70 | 5.581                        | 12,08  | 5     |       |
| Partito Autonomista Trentino Tirolese | Alessandro Andreatta ✔️ Sindaco | 26.420 | 53,70 | 4.507                        | 9,76   | 4     |       |
| Verdi - Ecologisti e Civici           | Alessandro Andreatta ✔️ Sindaco | 26.420 | 53,70 | 1.319                        | 2,86   | 1     |       |
|                                       | Claudio Cia                     | 15.266 | 31,03 | Lega Nord del Trentino       | 6.033  | 13,06 | 6     |
| Civica Trentina                       | Claudio Cia                     | 15.266 | 31,03 | 3.279                        | 7,10   | 3     |       |
| Forza Italia                          | Claudio Cia                     | 15.266 | 31,03 | 1.963                        | 4,25   | 1     |       |
| Progetto Trentino                     | Claudio Cia                     | 15.266 | 31,03 | 1.765                        | 3,82   | 1     |       |
| Fratelli d'Italia                     | Claudio Cia                     | 15.266 | 31,03 | 799                          | 1,73   | -     |       |
|                                       | Paolo Negroni                   | 4.123  | 8,38  | Movimento 5 Stelle           | 4.017  | 8,69  | 3     |
|                                       | Antonia Romano                  | 2.229  | 4,53  | L'Altra Trento a Sinistra    | 2.159  | 4,67  | 1     |
|                                       | Paolo Primon                    | 1.164  | 2,37  | Popoli Liberi - Freie Völker | 1.111  | 2,40  | -     |
| Totale                                | Totale                          |        |       |                              | 53.797 |       | 39    |

### Veneto

#### Rovigo
| Candidati                        | Candidati                               | Voti                        | %     | Liste                          | Voti   | %     | Seggi |
| -------------------------------- | --------------------------------------- | --------------------------- | ----- | ------------------------------ | ------ | ----- | ----- |
|                                  | Nadia Romeo Accede al ballottaggio      | 5.957                       | 23,99 | Partito Democratico            | 4.276  | 17,95 | 4     |
| Viva Rovigo                      | Nadia Romeo Accede al ballottaggio      | 5.957                       | 23,99 | 700                            | 2,93   | -     |       |
| Rovigo Cambia Verso              | Nadia Romeo Accede al ballottaggio      | 5.957                       | 23,99 | 569                            | 2,36   | -     |       |
| Socialisti e Democratici         | Nadia Romeo Accede al ballottaggio      | 5.957                       | 23,99 | 349                            | 1,46   | -     |       |
| Seggio al candidato sindaco      | Seggio al candidato sindaco             | Seggio al candidato sindaco | 23,99 | 1                              |        |       |       |
|                                  | Massimo Bergamin Accede al ballottaggio | 4.630                       | 18,64 | Lega Nord                      | 3.299  | 13,85 | 9     |
| Forza Italia                     | Massimo Bergamin Accede al ballottaggio | 4.630                       | 18,64 | 1.174                          | 4,93   | 3     |       |
|                                  | Paolo Avezzù                            | 3.852                       | 15,51 | Obiettivo Rovigo (A)           | 1.275  | 5,35  | 3     |
| Lista Tosi per Rovigo            | Paolo Avezzù                            | 3.852                       | 15,51 | 1.150                          | 4,82   | 1     |       |
| Area Popolare (B)                | Paolo Avezzù                            | 3.852                       | 15,51 | 1.065                          | 4,47   | 2     |       |
| Vero Nuovo                       | Paolo Avezzù                            | 3.852                       | 15,51 | 118                            | 0,50   | -     |       |
| Seggio al candidato sindaco      | Seggio al candidato sindaco             | Seggio al candidato sindaco | 15,51 | 1                              |        |       |       |
|                                  | Silvia Menon                            | 3.834                       | 15,44 | Silvia Menon Sindaco           | 3.652  | 15,33 | 3     |
|                                  | Ivaldo Vernelli                         | 2.511                       | 10,11 | Movimento 5 Stelle             | 2.373  | 9,96  | 2     |
|                                  | Livio Ferrari                           | 1.322                       | 5,33  | Coscienza Comune               | 751    | 3,15  | -     |
| La Sinistra per l'Altra Rovigo   | Livio Ferrari                           | 1.322                       | 5,33  | 327                            | 1,37   | -     |       |
| Liberi Cittadini per il Polesine | Livio Ferrari                           | 1.322                       | 5,33  | 194                            | 0,81   | -     |       |
| Seggio al candidato sindaco      | Seggio al candidato sindaco             | Seggio al candidato sindaco | 5,33  | 1                              |        |       |       |
|                                  | Andrea Bimbatti                         | 1.146                       | 4,61  | Una Lista di Risposte          | 1.093  | 4,58  | -     |
|                                  | Antonio Saccardin                       | 840                         | 3,38  | Presenza Cristiana (C)         | 781    | 3,28  | 2     |
|                                  | Giovanni Nalin                          | 541                         | 2,18  | Sinistra Ecologia Libertà      | 498    | 2,09  | -     |
|                                  | Federico Donegatti                      | 193                         | 0,78  | Forza Nuova - Fiamma Tricolore | 183    | 0,77  | -     |
| Totale                           | Totale                                  | 24.826                      | 100   |                                | 23.821 | 100   | 32    |

- Le liste contrassegnate con le lettere A, B e C sono apparentate al secondo turno con il candidato sindaco Massimo Bergamin.

Ballottaggio
| Candidati | Candidati                   | Voti   | %     |
| --------- | --------------------------- | ------ | ----- |
|           | Massimo Bergamin ✔️ Sindaco | 10.264 | 59,72 |
|           | Nadia Romeo                 | 6.923  | 40,28 |
| Totale    | Totale                      | 17.187 |       |

#### Venezia
| Candidati                                      | Candidati                             | Voti                        | %     | Liste                            | Voti    | %     | Seggi |
| ---------------------------------------------- | ------------------------------------- | --------------------------- | ----- | -------------------------------- | ------- | ----- | ----- |
|                                                | Felice Casson Accede al ballottaggio  | 46.298                      | 38,02 | Lista Felice Casson Sindaco      | 19.991  | 17,10 | 4     |
| Partito Democratico                            | Felice Casson Accede al ballottaggio  | 46.298                      | 38,02 | 19.677                           | 16,83   | 3     |       |
| Venezia 2020 (SEL - Verdi Europei - In Comune) | Felice Casson Accede al ballottaggio  | 46.298                      | 38,02 | 1.845                            | 1,58    | -     |       |
| Venezia Bene Comune                            | Felice Casson Accede al ballottaggio  | 46.298                      | 38,02 | 1.562                            | 1,34    | -     |       |
| Socialisti e Democratici                       | Felice Casson Accede al ballottaggio  | 46.298                      | 38,02 | 616                              | 0,53    | -     |       |
| Venezia Popolare (DemoS - CD - AdC)            | Felice Casson Accede al ballottaggio  | 46.298                      | 38,02 | 365                              | 0,31    | -     |       |
| Seggio al candidato sindaco                    | Seggio al candidato sindaco           | Seggio al candidato sindaco | 38,02 | 1                                |         |       |       |
|                                                | Luigi Brugnaro Accede al ballottaggio | 34.790                      | 28,57 | Luigi Brugnaro Sindaco           | 24.352  | 20,83 | 17    |
| Forza Italia                                   | Luigi Brugnaro Accede al ballottaggio | 34.790                      | 28,57 | 4.405                            | 3,77    | 3     |       |
| Area Popolare (NCD - UDC)                      | Luigi Brugnaro Accede al ballottaggio | 34.790                      | 28,57 | 1.870                            | 1,60    | 1     |       |
| Boraso Civica Popolare                         | Luigi Brugnaro Accede al ballottaggio | 34.790                      | 28,57 | 1.866                            | 1,60    | 1     |       |
| Malgara 2020                                   | Luigi Brugnaro Accede al ballottaggio | 34.790                      | 28,57 | 952                              | 0,81    | -     |       |
|                                                | Davide Scano                          | 15.348                      | 12,60 | Movimento 5 Stelle               | 15.009  | 12,84 | 3     |
|                                                | Gian Angelo Bellati                   | 14.482                      | 11,89 | Lega Nord - Liga Veneta          | 10.760  | 9,21  | 1     |
| Bellati Sindaco - Coesione Popolare            | Gian Angelo Bellati                   | 14.482                      | 11,89 | 1.770                            | 1,51    | -     |       |
| Indipendenza Veneta                            | Gian Angelo Bellati                   | 14.482                      | 11,89 | 1.189                            | 1,02    | -     |       |
| Mestre Venezia - 2 Grandi Città                | Gian Angelo Bellati                   | 14.482                      | 11,89 | 278                              | 0,24    | -     |       |
| Seggio al candidato sindaco                    | Seggio al candidato sindaco           | Seggio al candidato sindaco | 11,89 | 1                                |         |       |       |
|                                                | Francesca Zaccariotto                 | 8.292                       | 6,81  | Venezia Domani                   | 3.726   | 3,19  | -     |
| Fratelli d'Italia                              | Francesca Zaccariotto                 | 8.292                       | 6,81  | 2.466                            | 2,11    | -     |       |
| Civica 2015                                    | Francesca Zaccariotto                 | 8.292                       | 6,81  | 1.655                            | 1,42    | -     |       |
| Seggio al candidato sindaco                    | Seggio al candidato sindaco           | Seggio al candidato sindaco | 6,81  | 1                                |         |       |       |
|                                                | Giampietro Pizzo                      | 1.056                       | 0,87  | Venezia Cambia 2015              | 1.102   | 0,94  | -     |
|                                                | Camilla Seibezzi                      | 876                         | 0,72  | Noi la Città                     | 818     | 0,70  | -     |
|                                                | Alessandro Busetto                    | 419                         | 0,34  | Partito Comunista dei Lavoratori | 410     | 0,35  | -     |
|                                                | Francesco Mario D'Elia                | 216                         | 0,18  | Movimento Autonomia Venezia      | 200     | 0,17  | -     |
| Totale                                         | Totale                                | 121.777                     | 100   |                                  | 116.884 |       | 36    |

Ballottaggio
| Candidati | Candidati                 | Voti    | %     |
| --------- | ------------------------- | ------- | ----- |
|           | Luigi Brugnaro ✔️ Sindaco | 54.405  | 53,21 |
|           | Felice Casson             | 47.838  | 46,79 |
| Totale    | Totale                    | 102.243 |       |

### Toscana

#### Arezzo
| Candidati                   | Candidati                                  | Voti                        | %     | Liste                            | Voti   | %     | Seggi |
| --------------------------- | ------------------------------------------ | --------------------------- | ----- | -------------------------------- | ------ | ----- | ----- |
|                             | Matteo Bracciali Accede al ballottaggio    | 18.910                      | 44,21 | Partito Democratico              | 14.675 | 35,87 | 8     |
| Arezzo in Comune            | Matteo Bracciali Accede al ballottaggio    | 18.910                      | 44,21 | 1.940                            | 4,74   | 1     |       |
| Popolari per Arezzo         | Matteo Bracciali Accede al ballottaggio    | 18.910                      | 44,21 | 1.422                            | 3,48   | -     |       |
| Futuro in Corso con Matteo  | Matteo Bracciali Accede al ballottaggio    | 18.910                      | 44,21 | 709                              | 1,73   | -     |       |
| Seggio al candidato sindaco | Seggio al candidato sindaco                | Seggio al candidato sindaco | 44,21 | 1                                |        |       |       |
|                             | Alessandro Ghinelli Accede al ballottaggio | 15.393                      | 35,99 | Ora Alessandro Ghinelli          | 4.999  | 12,22 | 7     |
| Forza Italia                | Alessandro Ghinelli Accede al ballottaggio | 15.393                      | 35,99 | 4.084                            | 9,98   | 6     |       |
| Lega Nord                   | Alessandro Ghinelli Accede al ballottaggio | 15.393                      | 35,99 | 3.508                            | 8,57   | 5     |       |
| Fratelli d'Italia           | Alessandro Ghinelli Accede al ballottaggio | 15.393                      | 35,99 | 1.673                            | 4,09   | 2     |       |
|                             | Massimo Ricci                              | 3.879                       | 9,07  | Movimento 5 Stelle               | 3.705  | 9,06  | 2     |
|                             | Gianni Mori                                | 1.973                       | 4,61  | Insieme Possiamo                 | 1.004  | 2,45  | -     |
| Cittadinanza Attiva         | Gianni Mori                                | 1.973                       | 4,61  | 705                              | 1,72   | -     |       |
|                             | Maria Cristina Nardone                     | 720                         | 1,68  | Dalle Chiacchiere alle Soluzioni | 693    | 1,69  | -     |
|                             | Ennio Gori                                 | 643                         | 1,50  | Partito Comunista                | 607    | 1,48  | -     |
|                             | Roberto Barone                             | 615                         | 1,44  | IdeArezzo                        | 594    | 1,45  | -     |
|                             | Gianfranco Morini                          | 434                         | 1,01  | Comitato Acqua Pubblica          | 405    | 0,99  | -     |
|                             | Alessandro Ruzzi                           | 206                         | 0,48  | Risorgimento Aretino             | 187    | 0,46  | -     |
| Totale                      | Totale                                     | 42.773                      | 100   |                                  | 40.910 |       | 32    |

Ballottaggio
| Candidati | Candidati                      | Voti   | %     |
| --------- | ------------------------------ | ------ | ----- |
|           | Alessandro Ghinelli ✔️ Sindaco | 18.651 | 50,83 |
|           | Matteo Bracciali               | 18.043 | 49,17 |
| Totale    | Totale                         | 36.694 |       |

### Marche

#### Fermo
| Candidati                       | Candidati                              | Voti                        | %     | Liste               | Voti   | %     | Seggi |
| ------------------------------- | -------------------------------------- | --------------------------- | ----- | ------------------- | ------ | ----- | ----- |
|                                 | Pasquale Zacheo Accede al ballottaggio | 4.619                       | 24,87 | Partito Democratico | 2.447  | 13,77 | 2     |
| Io Scelgo Fermo                 | Pasquale Zacheo Accede al ballottaggio | 4.619                       | 24,87 | 1.529               | 8,60   | 1     |       |
| Impegno Civico per Fermo        | Pasquale Zacheo Accede al ballottaggio | 4.619                       | 24,87 | 486                 | 2,73   | -     |       |
| Nuovo Polo                      | Pasquale Zacheo Accede al ballottaggio | 4.619                       | 24,87 | 309                 | 1,74   | -     |       |
| Seggio al candidato sindaco     | Seggio al candidato sindaco            | Seggio al candidato sindaco | 24,87 | 1                   |        |       |       |
|                                 | Paolo Calcinaro Accede al ballottaggio | 4.255                       | 22,91 | Piazza Pulita       | 2.325  | 13,08 | 12    |
| Il Centro                       | Paolo Calcinaro Accede al ballottaggio | 4.255                       | 22,91 | 1.545               | 8,69   | 8     |       |
|                                 | Giambattista Catalini                  | 3.231                       | 17,39 | Forza Italia        | 1.194  | 6,72  | 1     |
| Fermo Libera                    | Giambattista Catalini                  | 3.231                       | 17,39 | 609                 | 3,43   | 1     |       |
| Movimento Civico Pro Territorio | Giambattista Catalini                  | 3.231                       | 17,39 | 565                 | 3,18   | -     |       |
| La Spiga                        | Giambattista Catalini                  | 3.231                       | 17,39 | 379                 | 2,13   | -     |       |
| Fermo 2020 - Area Popolare      | Giambattista Catalini                  | 3.231                       | 17,39 | 304                 | 1,71   | -     |       |
| Democrazia Cristiana            | Giambattista Catalini                  | 3.231                       | 17,39 | 192                 | 1,08   | -     |       |
| Seggio al candidato sindaco     | Seggio al candidato sindaco            | Seggio al candidato sindaco | 17,39 | 1                   |        |       |       |
|                                 | Massimo Rossi                          | 2.787                       | 15,00 | L'Altra Fermo       | 1.261  | 7,10  | 1     |
| Fermo Migliore                  | Massimo Rossi                          | 2.787                       | 15,00 | 1.052               | 5,92   | -     |       |
| Seggio al candidato sindaco     | Seggio al candidato sindaco            | Seggio al candidato sindaco | 15,00 | 1                   |        |       |       |
|                                 | Marco Mochi                            | 1.984                       | 10,68 | Movimento 5 Stelle  | 1.931  | 10,86 | 2     |
|                                 | Mauro Torresi                          | 1.699                       | 9,15  | Non mi Fermo        | 1.140  | 6,41  | -     |
| Fratelli d'Italia               | Mauro Torresi                          | 1.699                       | 9,15  | 505                 | 2,84   | -     |       |
| Seggio al candidato sindaco     | Seggio al candidato sindaco            | Seggio al candidato sindaco | 9,15  | 1                   |        |       |       |
| Totale                          | Totale                                 | 18.575                      | 100   |                     | 17.773 |       | 32    |

Ballottaggio
| Candidati | Candidati                  | Voti   | %     |
| --------- | -------------------------- | ------ | ----- |
|           | Paolo Calcinaro ✔️ Sindaco | 10.067 | 69,92 |
|           | Pasquale Zacheo            | 4.330  | 30,08 |
| Totale    | Totale                     | 14.397 |       |

#### Macerata
| Candidati                           | Candidati                               | Voti                        | %     | Liste                      | Voti   | %     | Seggi |
| ----------------------------------- | --------------------------------------- | --------------------------- | ----- | -------------------------- | ------ | ----- | ----- |
|                                     | Romano Carancini Accede al ballottaggio | 8.163                       | 39,93 | Partito Democratico        | 4.683  | 23,93 | 12    |
| La Città di Tutti                   | Romano Carancini Accede al ballottaggio | 8.163                       | 39,93 | 1.097                      | 5,60   | 3     |       |
| A Sinistra per Macerata Bene Comune | Romano Carancini Accede al ballottaggio | 8.163                       | 39,93 | 749                        | 3,83   | 2     |       |
| Unione di Centro                    | Romano Carancini Accede al ballottaggio | 8.163                       | 39,93 | 727                        | 3,71   | 2     |       |
| Pensare Macerata                    | Romano Carancini Accede al ballottaggio | 8.163                       | 39,93 | 634                        | 3,24   | 1     |       |
| Italia dei Valori                   | Romano Carancini Accede al ballottaggio | 8.163                       | 39,93 | 303                        | 1,55   | -     |       |
|                                     | Deborah Pantana Accede al ballottaggio  | 3.681                       | 18,01 | Forza Italia               | 1.416  | 7,23  | 2     |
| Marche 2020 - Idea Macerata         | Deborah Pantana Accede al ballottaggio  | 3.681                       | 18,01 | 661                        | 3,38   | 1     |       |
| Alleanza per Macerata               | Deborah Pantana Accede al ballottaggio  | 3.681                       | 18,01 | 449                        | 2,29   | -     |       |
| Frazioni e Centro                   | Deborah Pantana Accede al ballottaggio  | 3.681                       | 18,01 | 344                        | 1,76   | -     |       |
| Destra di Popolo                    | Deborah Pantana Accede al ballottaggio  | 3.681                       | 18,01 | 252                        | 1,29   | -     |       |
| Popolari per l'Italia               | Deborah Pantana Accede al ballottaggio  | 3.681                       | 18,01 | 209                        | 1,07   | -     |       |
| Sovranità                           | Deborah Pantana Accede al ballottaggio  | 3.681                       | 18,01 | 187                        | 0,96   | -     |       |
| Seggio al candidato sindaco         | Seggio al candidato sindaco             | Seggio al candidato sindaco | 18,01 | 1                          |        |       |       |
|                                     | Maurizio Mosca                          | 2.786                       | 13,63 | Città Viva                 | 1.044  | 5,33  | 1     |
| Fratelli d'Italia                   | Maurizio Mosca                          | 2.786                       | 13,63 | 871                        | 4,45   | 1     |       |
| Macerata nel Cuore                  | Maurizio Mosca                          | 2.786                       | 13,63 | 544                        | 2,77   | -     |       |
| Seggio al candidato sindaco         | Seggio al candidato sindaco             | Seggio al candidato sindaco | 13,63 | 1                          |        |       |       |
|                                     | Carla Messi                             | 2.753                       | 13,47 | Movimento 5 Stelle         | 2.544  | 13,00 | 3     |
|                                     | Anna Menghi                             | 1.480                       | 7,23  | Lega Nord                  | 819    | 4,18  | -     |
| Comitato Anna Menghi                | Anna Menghi                             | 1.480                       | 7,23  | 554                        | 2,83   | -     |       |
| Seggio al candidato sindaco         | Seggio al candidato sindaco             | Seggio al candidato sindaco | 7,23  | 1                          |        |       |       |
|                                     | Maria Francesca Tardella                | 780                         | 3,82  | Macerata Capoluogo         | 739    | 3,78  | 1     |
|                                     | Michele Lattanzi                        | 550                         | 2,69  | Partito Comunista d'Italia | 515    | 2,63  | -     |
|                                     | Tommaso Golini                          | 184                         | 0,90  | Forza Nuova                | 170    | 0,87  | -     |
|                                     | Marina Adele Pallotto                   | 67                          | 0,33  | Cinque Punti per l'Italia  | 62     | 0,32  | -     |
| Totale                              | Totale                                  | 20.444                      | 100   |                            | 19.573 |       | 32    |

Ballottaggio
| Candidati | Candidati                   | Voti   | %     |
| --------- | --------------------------- | ------ | ----- |
|           | Romano Carancini ✔️ Sindaco | 8.042  | 59,11 |
|           | Deborah Pantana             | 5.563  | 40,89 |
| Totale    | Totale                      | 13.605 |       |

### Abruzzo

#### Chieti
| Candidati                          | Candidati                                | Voti                        | %     | Liste                 | Voti   | %     | Seggi |
| ---------------------------------- | ---------------------------------------- | --------------------------- | ----- | --------------------- | ------ | ----- | ----- |
|                                    | Umberto Di Primio Accede al ballottaggio | 10.606                      | 37,00 | Forza Italia          | 3.198  | 11,44 | 7     |
| Nuovo Centrodestra                 | Umberto Di Primio Accede al ballottaggio | 10.606                      | 37,00 | 2.552                 | 9,12   | 5     |       |
| Identità Teatina                   | Umberto Di Primio Accede al ballottaggio | 10.606                      | 37,00 | 1.939                 | 6,93   | 4     |       |
| Unione di Centro                   | Umberto Di Primio Accede al ballottaggio | 10.606                      | 37,00 | 1.759                 | 6,29   | 3     |       |
| Noi Domani                         | Umberto Di Primio Accede al ballottaggio | 10.606                      | 37,00 | 907                   | 3,24   | 1     |       |
| Teate Insieme (FdI - Lista civica) | Umberto Di Primio Accede al ballottaggio | 10.606                      | 37,00 | 224                   | 0,80   | -     |       |
|                                    | Luigi Febo Accede al ballottaggio        | 8.678                       | 30,28 | Partito Democratico   | 4.176  | 14,93 | 4     |
| Chieti per Chieti                  | Luigi Febo Accede al ballottaggio        | 8.678                       | 30,28 | 2.018                 | 7,21   | 2     |       |
| Centro Democratico                 | Luigi Febo Accede al ballottaggio        | 8.678                       | 30,28 | 1.167                 | 4,17   | 1     |       |
| Chieti Domani                      | Luigi Febo Accede al ballottaggio        | 8.678                       | 30,28 | 662                   | 2,36   | -     |       |
| Popolari per l'Italia              | Luigi Febo Accede al ballottaggio        | 8.678                       | 30,28 | 593                   | 2,12   | -     |       |
| Italia dei Valori                  | Luigi Febo Accede al ballottaggio        | 8.678                       | 30,28 | 323                   | 1,15   | -     |       |
| Chieti Facile                      | Luigi Febo Accede al ballottaggio        | 8.678                       | 30,28 | 183                   | 0,65   | -     |       |
| Seggio al candidato sindaco        | Seggio al candidato sindaco              | Seggio al candidato sindaco | 30,28 | 1                     |        |       |       |
|                                    | Ottavio Argenio                          | 3.176                       | 11,08 | Movimento 5 Stelle    | 2.538  | 9,07  | 2     |
|                                    | Bruno Di Paolo                           | 2.459                       | 8,58  | Giustizia Sociale (A) | 1.536  | 5,49  | -     |
| Bruno Di Paolo Sindaco (B)         | Bruno Di Paolo                           | 2.459                       | 8,58  | 724                   | 2,58   | -     |       |
| Polo delle Brave Persone (C)       | Bruno Di Paolo                           | 2.459                       | 8,58  | 70                    | 0,25   | -     |       |
| Seggio al candidato sindaco        | Seggio al candidato sindaco              | Seggio al candidato sindaco | 8,58  | 1                     |        |       |       |
|                                    | Enrico Raimondi                          | 1.681                       | 5,86  | L'Altra Chieti        | 788    | 2,81  | -     |
| Sinistra Ecologia Libertà          | Enrico Raimondi                          | 1.681                       | 5,86  | 713                   | 2,55   | -     |       |
| Seggio al candidato sindaco        | Seggio al candidato sindaco              | Seggio al candidato sindaco | 5,86  | 1                     |        |       |       |
|                                    | Antonello D'Aloisio                      | 916                         | 3,20  | Noi con Salvini       | 582    | 2,08  | -     |
| Partito Liberale Italiano          | Antonello D'Aloisio                      | 916                         | 3,20  | 208                   | 0,74   | -     |       |
|                                    | Roberto Di Monte                         | 787                         | 2,75  | Rinnoviamo Chieti     | 716    | 2,56  | -     |
|                                    | Donato Marcotullio                       | 360                         | 1,25  | IdeAbruzzo per Chieti | 378    | 1,35  | -     |
| Totale                             | Totale                                   | 28.663                      | 100   |                       | 27.954 |       | 32    |

- Le liste contrassegnate con le lettere A, B e C sono apparentate al secondo turno con il candidato sindaco Luigi Febo.

Ballottaggio
| Candidati | Candidati                    | Voti   | %     |
| --------- | ---------------------------- | ------ | ----- |
|           | Umberto Di Primio ✔️ Sindaco | 12.063 | 55,01 |
|           | Luigi Febo                   | 9.866  | 44,99 |
| Totale    | Totale                       | 21.929 |       |

### Puglia

#### Andria
| Candidati                     | Candidati                   | Voti                        | %     | Liste                        | Voti   | %     | Seggi |
| ----------------------------- | --------------------------- | --------------------------- | ----- | ---------------------------- | ------ | ----- | ----- |
|                               | Nicola Giorgino ✔️ Sindaco  | 30.073                      | 52,25 | Forza Italia                 | 7.619  | 13,62 | 6     |
| Andria in Movimento           | Nicola Giorgino ✔️ Sindaco  | 30.073                      | 52,25 | 5.677                        | 10,15  | 4     |       |
| Oltre con Fitto               | Nicola Giorgino ✔️ Sindaco  | 30.073                      | 52,25 | 3.522                        | 6,30   | 2     |       |
| Andria Possibile              | Nicola Giorgino ✔️ Sindaco  | 30.073                      | 52,25 | 3.144                        | 5,62   | 2     |       |
| Catuma 2015                   | Nicola Giorgino ✔️ Sindaco  | 30.073                      | 52,25 | 2.712                        | 4,85   | 2     |       |
| Andria Nuova                  | Nicola Giorgino ✔️ Sindaco  | 30.073                      | 52,25 | 2.352                        | 4,21   | 1     |       |
| Alleanza per Andria           | Nicola Giorgino ✔️ Sindaco  | 30.073                      | 52,25 | 1.903                        | 3,40   | 1     |       |
| Movimento Politico Schittulli | Nicola Giorgino ✔️ Sindaco  | 30.073                      | 52,25 | 1.590                        | 2,84   | 1     |       |
| Noi con Salvini               | Nicola Giorgino ✔️ Sindaco  | 30.073                      | 52,25 | 1.464                        | 2,62   | 1     |       |
| Fiamma Tricolore              | Nicola Giorgino ✔️ Sindaco  | 30.073                      | 52,25 | 206                          | 0,37   | -     |       |
|                               | Sabino Fortunato            | 13.889                      | 24,13 | Partito Democratico          | 5.396  | 9,65  | 3     |
| Progetto Andria               | Sabino Fortunato            | 13.889                      | 24,13 | 3.286                        | 5,88   | 1     |       |
| Emiliano Sindaco di Puglia    | Sabino Fortunato            | 13.889                      | 24,13 | 2.834                        | 5,07   | 1     |       |
| Sabino Fortunato per Andria   | Sabino Fortunato            | 13.889                      | 24,13 | 1.768                        | 3,16   | 1     |       |
| Andria Cambia Verso           | Sabino Fortunato            | 13.889                      | 24,13 | 307                          | 0,55   | -     |       |
| Italia dei Valori             | Sabino Fortunato            | 13.889                      | 24,13 | 263                          | 0,47   | -     |       |
| Seggio al candidato sindaco   | Seggio al candidato sindaco | Seggio al candidato sindaco | 24,13 | 1                            |        |       |       |
|                               | Michele Coratella           | 12.010                      | 20,87 | Movimento 5 Stelle           | 10.496 | 18,77 | 5     |
|                               | Savino Losappio             | 997                         | 1,73  | Noi a Sinistra per la Puglia | 862    | 1,54  | -     |
|                               | Sabino Cannone              | 591                         | 1,03  | Assemblee Popolari           | 523    | 0,94  | -     |
| Totale                        | Totale                      | 57.560                      | 100   |                              | 55.924 |       | 32    |

#### Trani
| Candidati                    | Candidati                             | Voti                        | %     | Liste                 | Voti   | %     | Seggi |
| ---------------------------- | ------------------------------------- | --------------------------- | ----- | --------------------- | ------ | ----- | ----- |
|                              | Amedeo Bottaro Accede al ballottaggio | 14.517                      | 47,49 | Partito Democratico   | 6.004  | 20,30 | 9     |
| Emiliano Sindaco di Puglia   | Amedeo Bottaro Accede al ballottaggio | 14.517                      | 47,49 | 3.218                 | 10,88  | 5     |       |
| Noi a Sinistra per la Puglia | Amedeo Bottaro Accede al ballottaggio | 14.517                      | 47,49 | 1.337                 | 4,52   | 2     |       |
| Federazione dei Verdi        | Amedeo Bottaro Accede al ballottaggio | 14.517                      | 47,49 | 1.267                 | 4,28   | 1     |       |
| Realtà Italia                | Amedeo Bottaro Accede al ballottaggio | 14.517                      | 47,49 | 975                   | 3,30   | 1     |       |
| Prima di Tutto Trani         | Amedeo Bottaro Accede al ballottaggio | 14.517                      | 47,49 | 870                   | 2,94   | 1     |       |
| Più Trani                    | Amedeo Bottaro Accede al ballottaggio | 14.517                      | 47,49 | 856                   | 2,89   | 1     |       |
|                              | Antonio Florio Accede al ballottaggio | 4.452                       | 14,56 | Tonino Florio Sindaco | 2.448  | 8,28  | 2     |
| Area Popolare                | Antonio Florio Accede al ballottaggio | 4.452                       | 14,56 | 1.507                 | 5,09   | 1     |       |
| Trani Libera                 | Antonio Florio Accede al ballottaggio | 4.452                       | 14,56 | 786                   | 2,66   | -     |       |
| Seggio al candidato sindaco  | Seggio al candidato sindaco           | Seggio al candidato sindaco | 14,56 | 1                     |        |       |       |
|                              | Emanuele Tomasicchio                  | 3.394                       | 11,10 | Forza Italia          | 1.327  | 4,49  | 1     |
| Fratelli d'Italia            | Emanuele Tomasicchio                  | 3.394                       | 11,10 | 1.196                 | 4,04   | 1     |       |
| Insieme                      | Emanuele Tomasicchio                  | 3.394                       | 11,10 | 919                   | 3,11   | -     |       |
| Seggio al candidato sindaco  | Seggio al candidato sindaco           | Seggio al candidato sindaco | 11,10 | 1                     |        |       |       |
|                              | Antonio Procacci                      | 3.252                       | 10,64 | Trani a Capo          | 1.190  | 4,02  | 1     |
| Procacci Sindaco             | Antonio Procacci                      | 3.252                       | 10,64 | 592                   | 2,00   | -     |       |
| Trani Like                   | Antonio Procacci                      | 3.252                       | 10,64 | 202                   | 0,68   | -     |       |
| Buongiorno Trani             | Antonio Procacci                      | 3.252                       | 10,64 | 200                   | 0,68   | -     |       |
| Seggio al candidato sindaco  | Seggio al candidato sindaco           | Seggio al candidato sindaco | 10,64 | 1                     |        |       |       |
|                              | Antonella Papagni                     | 3.031                       | 9,91  | Movimento 5 Stelle    | 2.588  | 8,75  | 2     |
|                              | Carlo Laurora                         | 1.925                       | 6,30  | Nuovo Centrodestra    | 1.629  | 5,51  | -     |
| Trani Futura                 | Carlo Laurora                         | 1.925                       | 6,30  | 472                   | 1,60   | -     |       |
| Seggio al candidato sindaco  | Seggio al candidato sindaco           | Seggio al candidato sindaco | 6,30  | 1                     |        |       |       |
| Totale                       | Totale                                | 30.571                      | 100   |                       | 29.583 |       | 32    |

Ballottaggio
| Candidati | Candidati                 | Voti   | %     |
| --------- | ------------------------- | ------ | ----- |
|           | Amedeo Bottaro ✔️ Sindaco | 13.324 | 75,79 |
|           | Antonio Florio            | 4.257  | 24,21 |
| Totale    | Totale                    | 17.581 |       |

### Basilicata

#### Matera
| Candidati                   | Candidati                                    | Voti                        | %     | Liste                                                                    | Voti   | %     | Seggi |
| --------------------------- | -------------------------------------------- | --------------------------- | ----- | ------------------------------------------------------------------------ | ------ | ----- | ----- |
|                             | Salvatore Adduce Accede al ballottaggio      | 14.458                      | 40,13 | Partito Democratico                                                      | 6.537  | 18,50 | 5     |
| Insieme                     | Salvatore Adduce Accede al ballottaggio      | 14.458                      | 40,13 | 2.662                                                                    | 7,53   | 2     |       |
| Scelgo Matera 2019          | Salvatore Adduce Accede al ballottaggio      | 14.458                      | 40,13 | 2.175                                                                    | 6,16   | 1     |       |
| Matera Cultura              | Salvatore Adduce Accede al ballottaggio      | 14.458                      | 40,13 | 2.029                                                                    | 5,74   | 1     |       |
| Alleanza per l'Italia       | Salvatore Adduce Accede al ballottaggio      | 14.458                      | 40,13 | 1.214                                                                    | 3,44   | 1     |       |
| Iniziativa Democratica      | Salvatore Adduce Accede al ballottaggio      | 14.458                      | 40,13 | 1.029                                                                    | 2,91   | -     |       |
| Sinistra Ecologia Libertà   | Salvatore Adduce Accede al ballottaggio      | 14.458                      | 40,13 | 757                                                                      | 2,14   | -     |       |
| Seggio al candidato sindaco | Seggio al candidato sindaco                  | Seggio al candidato sindaco | 40,13 | 1                                                                        |        |       |       |
|                             | Raffaello De Ruggieri Accede al ballottaggio | 12.970                      | 36,00 | Matera per De Ruggieri Sindaco                                           | 3.760  | 10,64 | 6     |
| Forza Matera                | Raffaello De Ruggieri Accede al ballottaggio | 12.970                      | 36,00 | 1.764                                                                    | 4,99   | 2     |       |
| Matera si Muove             | Raffaello De Ruggieri Accede al ballottaggio | 12.970                      | 36,00 | 1.668                                                                    | 4,72   | 2     |       |
| Matera Capitale             | Raffaello De Ruggieri Accede al ballottaggio | 12.970                      | 36,00 | 1.529                                                                    | 4,33   | 2     |       |
| Matera la Città che Sale    | Raffaello De Ruggieri Accede al ballottaggio | 12.970                      | 36,00 | 1.034                                                                    | 2,93   | 1     |       |
| Laboratorio per Matera      | Raffaello De Ruggieri Accede al ballottaggio | 12.970                      | 36,00 | 845                                                                      | 2,39   | 1     |       |
| Popolari per Matera         | Raffaello De Ruggieri Accede al ballottaggio | 12.970                      | 36,00 | 694                                                                      | 1,96   | 1     |       |
| Socialisti                  | Raffaello De Ruggieri Accede al ballottaggio | 12.970                      | 36,00 | 682                                                                      | 1,93   | 1     |       |
| Matera Popolare             | Raffaello De Ruggieri Accede al ballottaggio | 12.970                      | 36,00 | 585                                                                      | 1,66   | -     |       |
|                             | Angelo Tortorelli                            | 4.677                       | 12,98 | Osiamo per Matera (A)                                                    | 1.307  | 3,70  | 2     |
| Lavoro e Sviluppo (B)       | Angelo Tortorelli                            | 4.677                       | 12,98 | 1.200                                                                    | 3,40   | 1     |       |
| Cambiamo Matera (C)         | Angelo Tortorelli                            | 4.677                       | 12,98 | 1.157                                                                    | 3,27   | -     |       |
| Matera al Centro            | Angelo Tortorelli                            | 4.677                       | 12,98 | 530                                                                      | 1,50   | -     |       |
| Ci Piace Matera (D)         | Angelo Tortorelli                            | 4.677                       | 12,98 | 72                                                                       | 0,20   | -     |       |
| Seggio al candidato sindaco | Seggio al candidato sindaco                  | Seggio al candidato sindaco | 12,98 | 1                                                                        |        |       |       |
|                             | Antonio Materdomini                          | 3.029                       | 8,40  | Movimento 5 Stelle                                                       | 1.711  | 4,84  | 1     |
|                             | Franco Vespe                                 | 509                         | 1,41  | L'Altra Matera (Alternativa-Verdi-Liberiamo la Basilicata-Azione Civile) | 179    | 0,51  | -     |
|                             | Antonio Cappiello                            | 382                         | 1,06  | Noi con Salvini                                                          | 213    | 0,60  | -     |
| Totale                      | Totale                                       | 36.025                      | 100   |                                                                          | 35.333 |       | 32    |

- Le liste contrassegnate con le lettere A, B, C e D sono apparentate al secondo turno con il candidato sindaco Raffaello De Ruggieri.

Ballottaggio
| Candidati | Candidati                        | Voti   | %     |
| --------- | -------------------------------- | ------ | ----- |
|           | Raffaello De Ruggieri ✔️ Sindaco | 15.488 | 54,51 |
|           | Salvatore Adduce                 | 12.926 | 45,49 |
| Totale    | Totale                           | 28.414 |       |

### Calabria

#### Vibo Valentia
| Candidati                   | Candidati                   | Voti                        | %     | Liste               | Voti   | %     | Seggi |
| --------------------------- | --------------------------- | --------------------------- | ----- | ------------------- | ------ | ----- | ----- |
|                             | Elio Costa ✔️ Sindaco       | 10.327                      | 50,80 | La Città che Vorrei | 2.360  | 11,75 | 5     |
| Vibo Unica                  | Elio Costa ✔️ Sindaco       | 10.327                      | 50,80 | 2.022               | 10,06  | 4     |       |
| Liberali per Vibo           | Elio Costa ✔️ Sindaco       | 10.327                      | 50,80 | 1.855               | 9,24   | 4     |       |
| Liberamente Insieme         | Elio Costa ✔️ Sindaco       | 10.327                      | 50,80 | 1.388               | 6,91   | 3     |       |
| Per Vibo Valentia Popolare  | Elio Costa ✔️ Sindaco       | 10.327                      | 50,80 | 1.268               | 6,31   | 2     |       |
| Alleanza per Vibo           | Elio Costa ✔️ Sindaco       | 10.327                      | 50,80 | 1.007               | 5,01   | 2     |       |
| Rete Civica Vibonese        | Elio Costa ✔️ Sindaco       | 10.327                      | 50,80 | 215                 | 1,07   | -     |       |
|                             | Antonio Maria Lo Schiavo    | 7.574                       | 37,26 | Partito Democratico | 3.103  | 15,45 | 4     |
| Lo Schiavo Sindaco          | Antonio Maria Lo Schiavo    | 7.574                       | 37,26 | 2.543               | 12,66  | 4     |       |
| Democratici                 | Antonio Maria Lo Schiavo    | 7.574                       | 37,26 | 1.573               | 7,83   | 2     |       |
| Sinistra Ecologia Libertà   | Antonio Maria Lo Schiavo    | 7.574                       | 37,26 | 599                 | 2,98   | -     |       |
| Start                       | Antonio Maria Lo Schiavo    | 7.574                       | 37,26 | 39                  | 0,19   | -     |       |
| Seggio al candidato sindaco | Seggio al candidato sindaco | Seggio al candidato sindaco | 37,26 | 1                   |        |       |       |
|                             | Cesare Pasqua               | 931                         | 4,58  | Territori e Libertà | 888    | 4,42  | 1     |
|                             | Antonio D'Agostino          | 924                         | 4,55  | Cambiamo Vibo       | 662    | 3,30  | -     |
|                             | Francesco Bevilacqua        | 571                         | 2,81  | Fratelli d'Italia   | 559    | 2,78  | -     |
| Totale                      | Totale                      | 20.327                      | 100   |                     | 20.081 |       | 32    |

### Sicilia

#### Agrigento
| Candidati                                  | Candidati                | Voti   | %     | Liste               | Voti   | %     | Seggi |
| ------------------------------------------ | ------------------------ | ------ | ----- | ------------------- | ------ | ----- | ----- |
|                                            | Lillo Firetto ✔️ Sindaco | 16.594 | 59,01 | Agrigento Rinasce   | 4.076  | 12,52 | 5     |
| Nuovo Centrodestra - Unione di Centro      | Lillo Firetto ✔️ Sindaco | 16.594 | 59,01 | 4.062               | 12,48  | 5     |       |
| Agrigento Cambia                           | Lillo Firetto ✔️ Sindaco | 16.594 | 59,01 | 3.550               | 10,91  | 4     |       |
| Uniti per la Città                         | Lillo Firetto ✔️ Sindaco | 16.594 | 59,01 | 3.361               | 10,33  | 4     |       |
| Partito Democratico                        | Lillo Firetto ✔️ Sindaco | 16.594 | 59,01 | 2.493               | 7,66   | 3     |       |
| Sicilia Democratica                        | Lillo Firetto ✔️ Sindaco | 16.594 | 59,01 | 1.615               | 4,96   | -     |       |
| Solidarietà e Futuro                       | Lillo Firetto ✔️ Sindaco | 16.594 | 59,01 | 1.075               | 3,30   | -     |       |
|                                            | Silvio Alessi            | 4.177  | 14,85 | Forza Silvio        | 3.532  | 10,85 | 4     |
| Patto dei Democratici per le Riforme       | Silvio Alessi            | 4.177  | 14,85 | 2.321               | 7,13   | 3     |       |
| Io Cambio con Progetto Agrigento           | Silvio Alessi            | 4.177  | 14,85 | 768                 | 2,36   | -     |       |
| Ama la tua Città - Patto per il Territorio | Silvio Alessi            | 4.177  | 14,85 | 377                 | 1,16   | -     |       |
|                                            | Marco Marcolin           | 2.574  | 9,15  | Noi con Salvini     | 1.124  | 3,45  | -     |
|                                            | Emanuele Dalli Cardillo  | 2.472  | 8,79  | Movimento 5 Stelle  | 2.074  | 6,37  | 2     |
|                                            | Giuseppe Arnone          | 909    | 3,23  | Liberiamo Agrigento | 133    | 0,41  | -     |
|                                            | Andrea Cirino            | 821    | 2,92  | Fratelli d'Italia   | 1.599  | 4,91  | -     |
|                                            | Giuseppe Di Rosa         | 573    | 2,04  | Cambiamento         | 383    | 1,18  | -     |
| Totale                                     | Totale                   | 35.557 | 100   |                     | 32.543 |       | 30    |

Fonti: Voti - Seggi

#### Enna
| Candidati                   | Candidati                                   | Voti   | %     | Liste                          | Voti  | %     | Seggi |
| --------------------------- | ------------------------------------------- | ------ | ----- | ------------------------------ | ----- | ----- | ----- |
|                             | Vladimiro Crisafulli Accede al ballottaggio | 5.986  | 40,95 | Enna Democratica               | 5.768 | 33,56 | 11    |
| Torre - Giovani Democratici | Vladimiro Crisafulli Accede al ballottaggio | 5.986  | 40,95 | 2.308                          | 13,43 | 4     |       |
| Sicilia Democratica         | Vladimiro Crisafulli Accede al ballottaggio | 5.986  | 40,95 | 1.390                          | 8,09  | 2     |       |
|                             | Maurizio Dipietro Accede al ballottaggio    | 3.561  | 24,36 | Patto per Enna                 | 1.727 | 10,05 | 3     |
| Enna Rinasce                | Maurizio Dipietro Accede al ballottaggio    | 3.561  | 24,36 | 1.553                          | 9,04  | 3     |       |
| Amare Enna                  | Maurizio Dipietro Accede al ballottaggio    | 3.561  | 24,36 | 1.138                          | 6,62  | 2     |       |
|                             | Davide Solfato                              | 2.551  | 17,45 | Movimento 5 Stelle             | 1.368 | 7,96  | 2     |
|                             | Angelo Girasole                             | 2.519  | 17,23 | L'Altra Città che mi Piace (A) | 1.934 | 11,25 | 3     |
| Totale                      | Totale                                      | 18.265 |       |                                |       |       | 30    |

- La lista contrassegnata con la lettera A è apparentata al secondo turno con il candidato sindaco Maurizio Dipietro.

Ballottaggio
| Candidati | Candidati                    | Voti  | %     |
| --------- | ---------------------------- | ----- | ----- |
|           | Maurizio Dipietro ✔️ Sindaco | 7.425 | 51,89 |
|           | Vladimiro Crisafulli         | 6.885 | 48,11 |
| Totale    |                              |       |       |

Fonti: Primo turno - Secondo turno - Seggi

### Sardegna

#### Nuoro
| Candidati                              | Candidati                                 | Voti                        | %     | Liste               | Voti   | %     | Seggi |
| -------------------------------------- | ----------------------------------------- | --------------------------- | ----- | ------------------- | ------ | ----- | ----- |
|                                        | Alessandro Bianchi Accede al ballottaggio | 5.889                       | 29,95 | Partito Democratico | 2.881  | 15,09 | 2     |
| Centro Democratico - Partito dei Sardi | Alessandro Bianchi Accede al ballottaggio | 5.889                       | 29,95 | 1.112               | 5,83   | 1     |       |
| La Nuoro che Vogliamo                  | Alessandro Bianchi Accede al ballottaggio | 5.889                       | 29,95 | 1.075               | 5,63   | 1     |       |
| Partito Socialista Italiano            | Alessandro Bianchi Accede al ballottaggio | 5.889                       | 29,95 | 902                 | 4,73   | -     |       |
| Sinistra Ecologia Libertà              | Alessandro Bianchi Accede al ballottaggio | 5.889                       | 29,95 | 843                 | 4,42   | -     |       |
| RossoMori                              | Alessandro Bianchi Accede al ballottaggio | 5.889                       | 29,95 | 550                 | 2,88   | -     |       |
| Seggio al candidato sindaco            | Seggio al candidato sindaco               | Seggio al candidato sindaco | 29,95 | 1                   |        |       |       |
|                                        | Andrea Soddu Accede al ballottaggio       | 4.219                       | 21,45 | Scegliamo Nuoro     | 874    | 4,58  | 4     |
| La Base                                | Andrea Soddu Accede al ballottaggio       | 4.219                       | 21,45 | 736                 | 3,86   | 3     |       |
| Partito Sardo d'Azione                 | Andrea Soddu Accede al ballottaggio       | 4.219                       | 21,45 | 735                 | 3,85   | 3     |       |
| Ripensiamo Nuoro                       | Andrea Soddu Accede al ballottaggio       | 4.219                       | 21,45 | 608                 | 3,19   | 2     |       |
| La Città in Comune                     | Andrea Soddu Accede al ballottaggio       | 4.219                       | 21,45 | 489                 | 2,56   | 2     |       |
| Atene Sarda                            | Andrea Soddu Accede al ballottaggio       | 4.219                       | 21,45 | 238                 | 1,25   | 1     |       |
|                                        | Basilio Brodu                             | 3.250                       | 16,53 | Nuova Nuoro         | 1.028  | 5,39  | 1     |
| Cambiamento                            | Basilio Brodu                             | 3.250                       | 16,53 | 831                 | 4,35   | -     |       |
| Riformisti per Nuoro                   | Basilio Brodu                             | 3.250                       | 16,53 | 524                 | 2,75   | -     |       |
| Riformatori Sardi                      | Basilio Brodu                             | 3.250                       | 16,53 | 394                 | 2,06   | -     |       |
| AP Nuoro                               | Basilio Brodu                             | 3.250                       | 16,53 | 345                 | 1,81   | -     |       |
| Seggio al candidato sindaco            | Seggio al candidato sindaco               | Seggio al candidato sindaco | 16,53 | 1                   |        |       |       |
|                                        | Salvatore Lai                             | 2.355                       | 11,97 | Movimento 5 Stelle  | 1.838  | 9,63  | 1     |
|                                        | Pierluigi Saiu                            | 2.262                       | 11,50 | Uniti per Nuoro     | 1.555  | 8,15  | -     |
| Prima Nuoro                            | Pierluigi Saiu                            | 2.262                       | 11,50 | 221                 | 1,16   | -     |       |
| Seggio al candidato sindaco            | Seggio al candidato sindaco               | Seggio al candidato sindaco | 11,50 | 1                   |        |       |       |
|                                        | Stefano Mannironi                         | 1.691                       | 8,60  | Idea Comune         | 1.309  | 6,86  | -     |
| Totale                                 | Totale                                    | 19.666                      | 100   |                     | 19.088 |       | 24    |

Ballottaggio
| Candidati | Candidati               | Voti   | %     |
| --------- | ----------------------- | ------ | ----- |
|           | Andrea Soddu ✔️ Sindaco | 10.482 | 68,39 |
|           | Alessandro Bianchi      | 4.844  | 31,61 |
| Totale    | Totale                  | 15.326 |       |

#### Tempio Pausania
| Candidati | Candidati                           | Voti  | %     | Liste                         | Voti  | %     | Seggi |
| --------- | ----------------------------------- | ----- | ----- | ----------------------------- | ----- | ----- | ----- |
|           | Andrea Mario Biancareddu ✔️ Sindaco | 4.273 | 52,07 | Tempio Rinasce                | 4.273 | 52,07 | 11    |
|           | Antonio Balata                      | 3.163 | 38,54 | Tempio Libera e Democratica   | 3.163 | 38,54 | 5     |
|           | Nino Vargiu                         | 467   | 5,69  | Movimento 5 Stelle            | 467   | 5,69  | -     |
|           | Salvatore Sassu                     | 303   | 3,69  | Unione Democratica per Tempio | 303   | 3,69  | -     |
| Totale    | Totale                              | 8.206 |       |                               | 8.206 |       | 16    |

## Elezioni provinciali
Non si sono tenute le elezioni per le amministrazioni provinciali che avrebbero dovuto rinnovare gli organi istituzionali dal 1º gennaio al 30 giugno 2015 per scadenza naturale del mandato o per elezioni anticipate (legge di stabilità 2014, art. 1, comma 325). Al loro posto si sono tenute in primavera le elezioni a suffragio ristretto previste dalla nuova normativa.
| Elezioni del Presidente della provincia e del Consiglio provinciale | Elezioni del Presidente della provincia e del Consiglio provinciale | Elezioni del Presidente della provincia e del Consiglio provinciale | Elezioni del Presidente della provincia e del Consiglio provinciale | Elezioni del Presidente della provincia e del Consiglio provinciale | Elezioni del Presidente della provincia e del Consiglio provinciale | Elezioni del Presidente della provincia e del Consiglio provinciale | Elezioni del Presidente della provincia e del Consiglio provinciale | Elezioni del Presidente della provincia e del Consiglio provinciale | Elezioni del Presidente della provincia e del Consiglio provinciale | Elezioni del Presidente della provincia e del Consiglio provinciale | Elezioni del Presidente della provincia e del Consiglio provinciale | Elezioni del Presidente della provincia e del Consiglio provinciale | Elezioni del Presidente della provincia e del Consiglio provinciale | Elezioni del Presidente della provincia e del Consiglio provinciale |
| Provincia                                                           | Presidente uscente                                                  | Presidente uscente                                                  | Presidente eletto                                                   | Presidente eletto                                                   | Consiglio provinciale                                               | Consiglio provinciale                                               | Consiglio provinciale                                               | Consiglio provinciale                                               | Consiglio provinciale                                               | Consiglio provinciale                                               | Consiglio provinciale                                               | Consiglio provinciale                                               | Consiglio provinciale                                               | Note                                                                |
| Provincia                                                           | Presidente uscente                                                  | Presidente uscente                                                  | Presidente eletto                                                   | Presidente eletto                                                   | PRC                                                                 | PD                                                                  | CD                                                                  | SC                                                                  | NCD                                                                 | FI                                                                  | FdI                                                                 | NPSI                                                                | Altri CDX                                                           | Note                                                                |
| ------------------------------------------------------------------- | ------------------------------------------------------------------- | ------------------------------------------------------------------- | ------------------------------------------------------------------- | ------------------------------------------------------------------- | ------------------------------------------------------------------- | ------------------------------------------------------------------- | ------------------------------------------------------------------- | ------------------------------------------------------------------- | ------------------------------------------------------------------- | ------------------------------------------------------------------- | ------------------------------------------------------------------- | ------------------------------------------------------------------- | ------------------------------------------------------------------- | ------------------------------------------------------------------- |
| Provincia                                                           | Presidente uscente                                                  | Presidente uscente                                                  | Presidente eletto                                                   | Presidente eletto                                                   |                                                                     |                                                                     |                                                                     |                                                                     |                                                                     |                                                                     |                                                                     |                                                                     |                                                                     | Note                                                                |
| Caserta                                                             |                                                                     | Domenico Zinzi (UDC)                                                |                                                                     | Angelo Di Costanzo (FI)                                             | -                                                                   | 3                                                                   | 2                                                                   | 1                                                                   | 2                                                                   | 4                                                                   | 3                                                                   | 1                                                                   | -                                                                   | [ 9 ]                                                               |
| Imperia                                                             |                                                                     | Luigi Sappa (PdL)                                                   |                                                                     | Fabio Natta (PSI)                                                   | -                                                                   | 6                                                                   | -                                                                   | -                                                                   | -                                                                   | -                                                                   | -                                                                   | -                                                                   | 4                                                                   | [ 10 ]                                                              |
| Isernia                                                             |                                                                     | Luigi Brasiello (PD)                                                |                                                                     | Lorenzo Coia (PD)                                                   | Rinnovata solo la carica di Presidente                              | Rinnovata solo la carica di Presidente                              | Rinnovata solo la carica di Presidente                              | Rinnovata solo la carica di Presidente                              | Rinnovata solo la carica di Presidente                              | Rinnovata solo la carica di Presidente                              | Rinnovata solo la carica di Presidente                              | Rinnovata solo la carica di Presidente                              | Rinnovata solo la carica di Presidente                              | [ 11 ]                                                              |
| L'Aquila                                                            |                                                                     | Antonio Del Corvo (PdL)                                             |                                                                     | Antonio De Crescentiis (PD)                                         | -                                                                   | 6                                                                   | -                                                                   | 1                                                                   | -                                                                   | 3                                                                   | -                                                                   | -                                                                   | -                                                                   | [ 12 ]                                                              |
| Lucca                                                               |                                                                     | Stefano Baccelli (PD)                                               |                                                                     | Luca Menesini (PD)                                                  | 1                                                                   | 8                                                                   | -                                                                   | -                                                                   | -                                                                   | -                                                                   | -                                                                   | -                                                                   | 3                                                                   | [ 13 ]                                                              |
| Pistoia                                                             |                                                                     | Federica Fratoni (PD)                                               |                                                                     | Rinaldo Vanni (PD)                                                  | Rinnovata solo la carica di Presidente                              | Rinnovata solo la carica di Presidente                              | Rinnovata solo la carica di Presidente                              | Rinnovata solo la carica di Presidente                              | Rinnovata solo la carica di Presidente                              | Rinnovata solo la carica di Presidente                              | Rinnovata solo la carica di Presidente                              | Rinnovata solo la carica di Presidente                              | Rinnovata solo la carica di Presidente                              | [ 14 ] [ 15 ]                                                       |
| Viterbo                                                             |                                                                     | Marcello Meroi (PdL)                                                |                                                                     | Mauro Mazzola (PD)                                                  | -                                                                   | 6                                                                   | -                                                                   | 1                                                                   | 3                                                                   | 2                                                                   | -                                                                   | -                                                                   | -                                                                   | [ 16 ]                                                              |
| Totale seggi per partito                                            | Totale seggi per partito                                            | Totale seggi per partito                                            | Totale seggi per partito                                            | Totale seggi per partito                                            | 1                                                                   | 29                                                                  | 2                                                                   | 3                                                                   | 5                                                                   | 9                                                                   | 3                                                                   | 1                                                                   | 7                                                                   |                                                                     |
| Totale di tutti i seggi/tutti i partiti                             | Totale di tutti i seggi/tutti i partiti                             | Totale di tutti i seggi/tutti i partiti                             | Totale di tutti i seggi/tutti i partiti                             | Totale di tutti i seggi/tutti i partiti                             | 60                                                                  | 60                                                                  | 60                                                                  | 60                                                                  | 60                                                                  | 60                                                                  | 60                                                                  | 60                                                                  | 60                                                                  |                                                                     |

## Elezioni metropolitane
Di seguito il consiglio metropolitano eletto per la prima volta in primavera a suffragio ristretto.
| Città metropolitana | Sindaco metropolitano              | Sindaco metropolitano | Liste Consiglio     | Seggi   | Note   |
| ------------------- | ---------------------------------- | --------------------- | ------------------- | ------- | ------ |
| Venezia             |                                    | Luigi Brugnaro (Ind.) | Le Città di Venezia | 11 / 18 | [ 17 ] |
| Venezia             | Insieme per la Città Metropolitana | Luigi Brugnaro (Ind.) | 6 / 18              |         | [ 17 ] |
| Venezia             | Movimento 5 Stelle                 | Luigi Brugnaro (Ind.) | 1 / 18              |         | [ 17 ] |